# Rhinocricus hispaniolus
Rhinocricus hispaniolus är en mångfotingart som beskrevs av Loomis 1941. Rhinocricus hispaniolus ingår i släktet Rhinocricus och familjen Rhinocricidae. Inga underarter finns listade i Catalogue of Life.